# Herbert Rieger
Herbert Rieger (* 26. Februar 1919), ein ehemaliger deutscher Fußballspieler, der in Senftenberg im Erstligafußball vertreten war. 

## Sportliche Laufbahn
1949 wurde die Betriebssportgemeinschaft (BSG) „Franz Mehring“, die im Senftenberger Ortsteil Marga beheimatet war, Vizemeister der Fußball-Landesklasse Brandenburg. Im dritten und entscheidenden Endspiel hatte die Vorstadtmannschaft gegen die SG Babelsberg mit 1:2 verloren. Zum unterlegenen Team gehörte der 30-jährige Herbert Rieger, der auf der Position des halblinken Stürmers eingesetzt worden war.
Als Vizemeister qualifizierte sich die BSG „Franz Mehring“ für die Fußball-Liga des ostdeutschen Sportausschusses (DS-Liga), die zur Saison 1949/50 als höchste Fußballklasse der Sowjetischen Besatzungszone ihren Spielbetrieb aufnahm. Der Brandenburger Vizemeister ging wieder mit Herbert Rieger an den Start, und Trainer Hermann Fischer setzte ihn wieder im Angriff, hin und wieder auch im Mittelfeld ein. Er bestritt alle dreizehn Punktspiele und war mit seinen zehn Treffern der bis dahin beste Schütze seiner Mannschaft.
Mit Beginn der Rückrunde wechselte Rieger 1950 wieder zurück zur Landesklasse Brandenburg, wo er ein Jahr lang für die BSG Lokomotive Cottbus spielte. Zunächst verhalf er den Eisenbahnern zum Aufstieg in die neu eingerichtete zweitklassigen DDR-Liga, wo er in der Hinrunde der Spielzeit 1950/51 acht der neun Ligaspiele absolvierte und vier Tore erzielte.
Im Winter 1951 kehrte Rieger nach Senftenberg zurück, wo seine BSG nun unter der Bezeichnung BSG Aktivist Brieske-Ost antrat. Die bisherige DS-Liga war in DDR-Oberliga umbenannt worden. Dort konnte zunächst der neue Trainer Willi Oelgardt wenig mit dem Rückkehrer anfangen und setzte ihn
nur am 19. und 34., dem letzten Spieltag, ein. In der Saison 1951/52 geriet Rieger anfangs wieder unter die Ägide von Hermann Fischer, der den bisher erfolgreichen Stürmer in der Abwehr einsetzte. Erst als Trainer Paul Kugler die Mannschaft übernahm, kehrte Rieger in den Sturm zurück und bedankte sich bis zum Saisonende mit sechs Treffern. Nach 15 Einsätzen musste Rieger bis zum letzten Spieltag aussetzen. Am letzten Spieltag bestritt Herbert Rieger als 33-Jähriger auch sein letztes Spiel als Leistungsfußballer.